# Корж Дмитро Михайлович
Дмитро Михайлович Корж (нар. 29 жовтня 1971, Туркменська РСР) — радянський та туркменістанський футболіст, захисник, тренер ашгабадського «Алтин Асира». Заслужений тренер Туркменістану.

## Життєпис
Розпочинав грати в «Копетдазі» з Ашгабада, провів у команді сезони з 1989 по 1992 роки (у другій лізі союзного чемпіонату) і з 1992 по 1995 роки, коли грав у чемпіонаті Туркменістану.
Сезон 1996 року провів у Росії, грав за першолігові «Уралан» і «Локомотив» (Чита).
Повернувся до Туркменістану, став грати за клуб «Ніса» (Ашгабад), разом з яким в черговий раз став чемпіоном Туркменістану. Восени 1999 грав в Україні за «Електрон» (Ромни) і «Нафтовик-Укрнафта». З 2000 року знову грав у Туркменісані, за «Нісу» й «Копетдаг».
Грав за збірну Туркменістану, учасник фінального турніру Азіатських Ігор-94.
Після закінчення кар'єри — тренер, працював з командою «Багтиярлик». З 2015 року працює тренером у футбольному клубі «Алтин Асир», в міжнародних матчах у заявках вказується як головний тренер.

## Статистика
| Сезон     | Клуб                | Ліга       | Чемпіонат | Чемпіонат |
| Сезон     | Клуб                | Ліга       | Матчі     | Голи      |
| --------- | ------------------- | ---------- | --------- | --------- |
| 1989      | «Копетдаг»          | Друга ліга | 25        | 0         |
| 1990      | «Копетдаг»          | Друга ліга | 33        | 1         |
| 1991      | «Копетдаг»          | Друга ліга | 23        | 0         |
| 1992      | «Копетдаг»          | Вища ліга  | ?         | ?         |
| 1993      | «Копетдаг»          | Вища ліга  | ?         | ?         |
| 1994      | «Копетдаг»          | Вища ліга  | ?         | ?         |
| 1995      | «Копетдаг»          | Вища ліга  | ?         | ?         |
| 1996      | «Уралан»            | Перша ліга | 2         | 0         |
| 1996      | «Уралан-д»          | Друга ліга | 2         | 0         |
| 1996      | «Локомотив» (Чита)  | Друга ліга | 11        | 0         |
| 1998/99   | «Ніса» (Ашгабат)    | Вища ліга  | ?         | ?         |
| 1999/2000 | «Електрон» (Ромни)  | Друга ліга | 1         | 0         |
| 1999/2000 | «Нафтовик-Укрнафта» | Перша ліга | 10        | 0         |
| 2000      | «Ніса» (Ашгабат)    | Вища ліга  | ?         | ?         |
| 2002      | «Копетдаг»          | Вища ліга  | ?         | 4         |
| 2002      | «Небітчі»           | Вища ліга  | ?         | 2         |
| 2003      | «Шагадам»           | Вища ліга  | ?         | ?         |
| 2005      | «Копетдаг»          | Вища ліга  | ?         | ?         |

## Досягнення
- Друга ліга чемпіонату СРСР (9-а група)
  -  Срібний призер (1): 1991

- / Вища ліга чемпіонату Туркменістану
  -  Чемпіон (6): 1992, 1993, 1994, 1995, 1999

- / Кубок Туркменістану
  -  Володар (1): 1993
  -  Фіналіст (1): 2005[7]

- Майстер спорту